# Vanja Marinković
Vanja Marinković (en serbio Вања Маринковић, Belgrado, 9 de enero de 1997) es un baloncestista serbio que pertenece a la plantilla del KK Partizan de la ABA Liga. Con 1,98 metros de estatura, ocupa la posición de escolta.

## Trayectoria deportiva

### Primeros años
Nacido en Belgrado de una familia relacionada con el deporte (su padre fue árbitro de fútbol y su madre jugó al baloncesto), Marinković comenzó a jugar en el pequeño club local de Vračar, donde permaneció entre 2006 y 2010. A los 13 años pasó a las categorías inferiores del KK FMP, donde permaneció solo una temporada. En el verano de 2011 pasó a formar parte de la cantera del KK Partizan, aunque entrenaba con frecuencia con el primer equipo.

### Profesional
Debutó con el equipo sénior del Partizan en la temporada 2013-2014, a las órdenes del entrenador Duško Vujošević. Su debut se produjo en un partido de la Copa de Serbia ante el KK FMP. Al año siguiente ya empezó a ser parte de la rotación del primer equipo. El 8 de noviembre lideró a su equipo ante el KK MZT Skopje con su mejor anotación de la temporada, 20 puntos en un partido que acabó 65-50. Tres días después de cumplir los 18 años, el 12 de enero de 2015, firmó su primer contrato profesional, por cuatro temporadas con el KK Partizan. Esa temporada acabó promediando 5,0 puntos y 1,5 rebotes por partido.
En junio de 2018 firmó una extensión de contrato por dos temporadas con el club serbio. En los 23 partidos que disputó esa temporada en la ABA Liga 2018-19, promedió 12,2 puntos, 2,4 rebotes y 1,8 asistencias por partido, anotando un 40.2% de tiros de campo y un 32.8% desde la línea de tres puntos.
En junio de 2019 fue elegido en la sexagésima y última posición del Draft de la NBA de 2019 por Sacramento Kings.
El 23 de julio de 2019 se hace oficial su fichaje por el Valencia Basket por dos temporadas más una tercera opcional.
El 7 de julio de 2021, firma por el Baskonia de la Liga Endesa.Tras 3 temporadas en Vitoria con un total de 197 encuentros disputados, finaliza su andadura en el conjunto vasco. En su primera temporada acaba promediando 4,6 puntos, 0,9 rebotes y 0,4 asistencias en 14 minutos de juego entre todas las competiciones. En su segunda temporada acaba promediando 8,5 puntos, 1,3 rebotes y 0,9 asistencias en 18 minutos de juego. En su tercera y última temporada en el equipo vasco promedia 11,3 puntos, 2,1 rebotes y 1,3 asistencias en 25 minutos de juego, lo que hace que esta última temporada sea la mejor en sus 5 años en la Liga Endesa. El 16 de mayo se anuncia su salida del conjunto vitoriano, tras 3 años en el equipo.
El 17 de julio de 2024, se anuncia su vuelta al KK Partizan de la ABA Liga firmando por dos temporadas en el club de sus amores.

### Selección nacional
[actualizar]
En septiembre de 2022 disputó con el combinado absoluto serbio el EuroBasket 2022, finalizando en novena posición.
Durante agosto y septiembre de 2023 fue integrante de la selección de Serbia que participó en el Mundial de 2023 celebrado en Asia, y que ganó la plata, tras perder la final ante Alemania.
Entre julio y agosto de 2024 fue parte de la selección absoluta de Serbia, que disputó los Juegos Olímpicos de París, y que ganó el bronce, tras vencer la final de consolación ante Alemania.